# Chiemi Chiba
Ne doit pas être confondu avec Chiemi Chiba (volley-ball).
Pour les articles homonymes, voir Chiba (homonymie).
Chiemi Chiba (千葉 千恵巳, Chiba Chiemi, née le 25 février 1975 à Kawaguchi) est une seiyū Japonaise. Elle est née dans la Préfecture de Saitama, Japon, et commence sa carrière de membre du groupe J-Pop Aurora Gonin Musume le 7 avril 1993. Elle a, depuis, doublée plusieurs personnages d'animes tels que Tsubasa Chronicle, MegaMan NT Warrior, Sister Princess et Ojamajo Doremi.

## Doublages notables
- Angelic Layer (Arisu Fujisaki)
- Black Cat (Kyoko Kirisaki)
- Daa! Daa! Daa! (Wannya)
- FLCL (Lieutenant Kitsurubami)
- Gate Keepers (Saemi Ukiya)
- Happy Seven (Tamon Kitayama)
- KiraKira Precure A La Mode (Bibury)
- Konjiki no Gash Bell!! (Natsuko)
- Kyōran Kazoku Nikki (DojiDevil)
- Ojamajo Doremi (Doremi Harukaze)
- Monkey Typhoon (Marie)
- Nanaka 6/17 (Nanaka Kirisato)
- Pokémon: Advanced Generation (Eriko)
- Rockman.EXE (AquaMan)
- Sister Princess (Hinako)
- To Love-ru (Mio Sawada, Kyouko)
- Tsubasa: Reservoir Chronicle (Yuzuriha Nekoi)

## Live action
- Yuki Aoyagi dans Cosplay Senshi Cutie Knight
- Kenka Gurentai
- Marusō Kaizō Jidōsha Kyōshūjo 1 & 2